# Theonoe minutissima
Theonoe minutissima là một loài nhện trong họ Theridiidae. Chúng được Octavius Pickard-Cambridge miêu tả năm 1879.